# Francisco de Paula Secada Sifuentes
Francisco de Paula Secada Sifuentes (Moyobamba, 1866-Lima, 9 de noviembre de 1918) fue un político peruano. Fue elegido en varias oportunidades diputado por las provincias del departamento de Loreto, ejerciendo entre 1901 y 1918, durante la llamada República Aristocrática.
Hijo de Francisco de Paula Secada Benavides y Rosalía Sifuentes. Su padre fue un militar y político que luchó contra los chilenos bajo las órdenes del general Andrés A. Cáceres, durante la campaña de la Breña, entre 1881 y 1883. Su hermano, Alberto Secada Sotomayor, fue un periodista, diputado por el Callao y personalidad benefactora de dicha localidad.
En 1901 fue elegido diputado por la provincia del Bajo Amazonas (Loreto), siendo reelegido por la misma circunscripción en 1907. En 1913 fue elegido diputado por la provincia de Alto Amazonas (Loreto). Falleció en el ejercicio de su función parlamentaria. 